# Lepisorus macrosphaerus
Lepisorus macrosphaerus là một loài thực vật có mạch trong họ Polypodiaceae. Loài này được (Baker) Ching miêu tả khoa học đầu tiên năm 1933.